# 1º Reggimento trasmissioni
Il 1º Reggimento Trasmissioni è un reparto dell'Esercito Italiano con sede a Milano.

## Storia
Il 1º Reggimento Trasmissioni è tra gli eredi naturali della Brigata Specialisti del 3º Reggimento Genio Telegrafisti formatosi per Regio Decreto il 15 ottobre 1895 e del 1º Reggimento Genio Radiotelegrafisti, alle cui tradizioni, onuste di gloria, il reparto è fieramente legato.
Alla Brigata Specialisti era stato affidato lo studio della nuova tecnica della radio (esperimento di Marconi del 1895) nonché la realizzazione e la sperimentazione dei prototipi di stazioni radio-telegrafiche militari che, per la prima volta, fanno la loro apparizione alle grandi manovre del 1906.
Tale relazione storica e ideale è indicata nello stemma araldico del Reggimento ove compare la torre romana da segnalazione, simbolo che viene concesso a quei reparti delle trasmissioni che hanno rappresentato riferimento altamente significativo nell'evoluzione dei mezzi militari di comunicazione.
Sempre inserita nell'ambito del Reggimento la nuova specialità partecipa alla guerra italo-turca e al primo conflitto mondiale, ove costituisce il III Battaglione del Reggimento.
Dopo la conclusione degli eventi bellici, il 3º Reggimento Genio viene soppresso (21 novembre 1919) mentre il III Battaglione telegrafisti si trasforma e diviene Reggimento Radiotelegrafisti.
Il 15 novembre 1926 ha origine in Vercelli, presso le Caserme "Conte di Torino" e "Bava", il 1º Reggimento Radiotelegrafisti che, in virtù di successive varianti organiche, viene sciolto il 28 ottobre 1932, trasferendo ad altri Reggimenti del Genio uomini e materiali; il personale preposto alla branca "comunicazioni radio-elettriche" costituisce la specialità denominata Genio "Collegamenti" concorrendo alla costituzione dei Battaglioni Genio Collegamenti di Corpo d'armata.
Con questa denominazione circa 200 unità a livello Compagnia, per un totale di 40.000 uomini, partecipano al secondo conflitto mondiale, utilizzando mezzi radio, a filo, ottici e animali in ogni scacchiere operativo, fornendo un indimenticabile contributo di tecnica e di sangue, dalle impervie montagne greco-albanesi alle assolate lande africane, dalle steppe russe al martoriato territorio italiano nella guerra di liberazione.
Nel riordino delle unità del risorto Esercito Nazionale (1º dicembre 1948) ha origine in Milano il Battaglione Collegamenti III C.M.T. per effetto dell'ampliamento di una preesistente Compagnia Collegamenti.
Nel 1953, a seguito della enucleazione della branca "Collegamenti" dall'Arma del Genio, il reparto assume la denominazione di "III Battaglione trasmissioni".
Nel riassetto ordinativo che riduce il numero di Comandi Territoriali Militari (attribuendo a essi l'attuale fisionomia di Regione Militare) e dà origine al 3º e 5º Corpo d'Armata, il Battaglione muta dipendenza organico-funzionale e assume la denominazione di "III Battaglione di Corpo d'armata".
Con la ristrutturazione del 1975 l'Unità è resa depositaria delle tradizioni del 1º Reggimento radiotelegrafisti e assume il nome di 3º Battaglione trasmissioni "Spluga" a cui viene assegnato, in data 23 maggio 1976, la Bandiera di guerra.
Con decreto del Presidente della Repubblica del 18 ottobre 1976 è concesso lo stemma araldico con il motto «Per Aethera Loquimur».
Nel periodo dal 9 al 12 giugno 1988, a riconoscimento dell'opera svolta durante l'alluvione in Valtellina, al battaglione è stata concessa la cittadinanza onoraria da parte dei Comuni di San Giacomo Filippo, Campodolcino, Madesimo, Chiavenna e il gemellaggio con la Comunità Montana della Valchiavenna, nel cui territorio si trova il Passo dello Spluga.
Nel riordino attuato nell'ambito delle Unità delle Trasmissioni del 3 ° C.A., il Reparto ha incorporato nel 1991 personale, materiali e mezzi del disciolto 231º Battaglione trasmissioni "Sempione", della Compagnia trasmissioni "Goito", della Compagnia trasmissioni "Brescia" e del Battaglione logistico "Goito".
Il 15 ottobre 1995, l'unità ha assunto la configurazione reggimentale con la denominazione di 1º Reggimento trasmissioni.
Nel periodo 10 aprile - 10 agosto 1997 il Reggimento ha partecipato all'operazione Alba in territorio Albanese. Dal marzo del 1999 il 1º Reggimento Trasmissioni è stato impiegato nelle operazioni: Joint Force in Bosnia, Joint Guardian in Kosovo, e l'Operazione Allied Harbour in Albania senza soluzione di continuità sino al giugno 2001, fornendo personale, mezzi e materiali sino a livello Battaglione.
Nel 1998, al Reggimento viene conferita la cittadinanza onoraria della città di Milano.
Il 27 agosto 2001 è stato costituito il 2º Battaglione Sempione.
Il 31 ottobre 2001, il 1º Reggimento Trasmissioni cessa dalla dipendenza del Comando C4-IEW in Anzio, passando, dal 1º novembre 2001, alle dipendenze della Brigata Trasmissioni del Corpo d'Armata di Reazione Rapida di Solbiate Olona. Quest'ultima nell'anno 2007 ha cambiato denominazione in Brigata di Supporto al NATO Rapid Deployable Corps (NRDC-ITA).
Nel periodo novembre 2003 - ottobre 2005, è stato impegnato quale TFC4 di sostegno al BATTLE GROUP Italiano schierato in Bosnia.
Nel 2004 partecipa alla costituzione e approntamento della NATO RESPONCE FORCE 3.
Nel periodo giugno 2005 - luglio 2006 prende parte alle operazioni in Afghanistan come HSG del Comando ISAF VIII, come TFC4 di KMNB su base Brigata alpina "Taurinense", TFC4 dei contingenti ITALFOR XI e XII schierati a Kabul.
Nel 2007 partecipa alla costituzione e approntamento della NATO RESPONCE FORCE 9.
Sempre nel 2007, il 1º Reggimento Trasmissioni ha impiegato una modesta Unità in Afghanistan a Herat.
Inoltre nel periodo novembre 2007 - agosto 2008, si sono alternate rispettivamente la 4ª e la 5ª Compagnia (TFC4) per il Regional Command Capital (RC-C) a Kabul in Afghanistan.

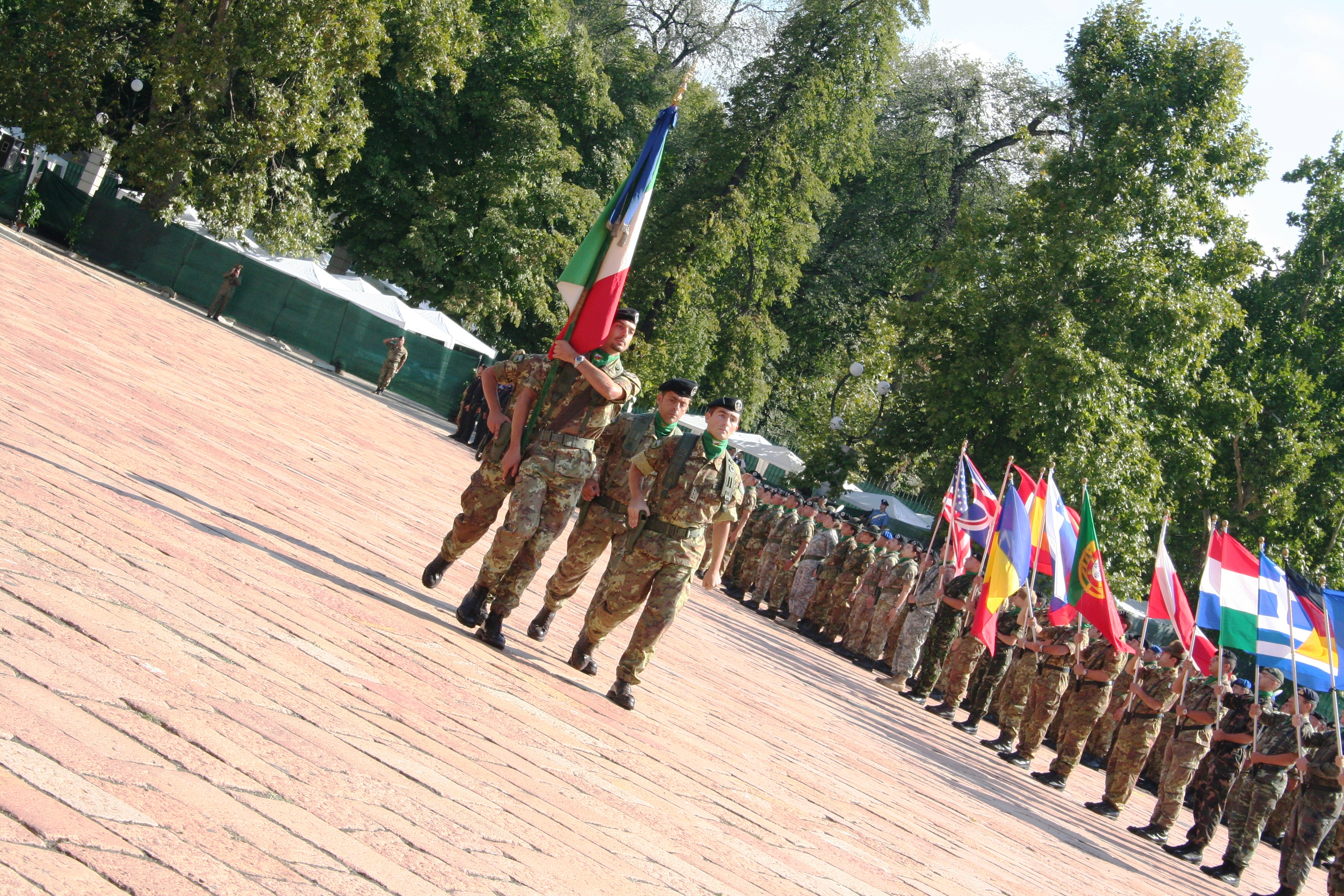
Bandiera di Guerra

### Stemma
Scudo: inquartato. Il primo di Roma (d'argento alla lupa capitolina d'oro); il secondo al monte di tre cime al naturale su campagna di verde attraversata da un fiume di azzurro; il terzo di Libia (d'azzurro alla palma fruttata d'oro su campagna di verde); il quarto di Milano (d'argento alla croce di rosso). In cuore, uno scudetto d'argento, alla torre antica da vedetta con segnalazione romana, di rosso.
Corona turrita.
Ornamenti: lista bifida d'oro, svolazzante, collocata sotto la punta dello scudo, incurvata con la concavità rivolta verso l'alto, riportante il motto : Per Aethera Loquimur.
Sintesi della blasonatura
1º quarto: la lupa capitolina simboleggia il legame territoriale del Reggimento con Roma, città nella quale è stata formata la prima unità che, trasformandosi, ha dato poi vita al 1º Reggimento Radio;
2º quarto: è dedicati ai legami storici dell'unità con il Veneto (ove sono state impiegate unità R.T. nella guerra 1915-18);
3º quarto: la palma della Tripolitana ricorda i legami storici dell'unità con la Libia (ove sono state impiegate unità R.T. nella guerra italo-turca);
4º quarto: l'arme di Milano ricorda la città ove nel secondo dopoguerra il Btg. Collegamenti si è formato prendendovi anche sede.
Lo scudetto al centro dello stemma è simbolo del legame storico tradizionale delle odierne unità dell'Arma delle trasmissioni con l'antico sistema di segnalazioni e trasmissioni notizie in uso presso i romani.

## Onorificenze
Alla bandiera
- Assegnazione temporanea della medaglia di bronzo al merito civile concessa al disciolto 231º Battaglione Trasmissioni "SEMPIONE"
- Croce d’argento al valore dell’Esercito per il supporto fornito durante la pandemia da COVID-19